# Mark Gibson (Dirigent)
Mark Gibson (* 13. Juli 1956) ist ein US-amerikanischer Dirigent und Professor am College-Conservatory of Music Cincinnati.

## Leben
Gibson studierte Klavier und Dirigieren am New England Conservatory of Music und an der University of Michigan, so auch bei Gustav Meier und Leonard Bernstein.
Erste Engagements führten ihn als Chefdirigent zum Alabama Symphony Orchestra und als Musikdirektor an die New York City Opera. Er war Kapellmeister des Gran Teatre del Liceu, Barcelona, und stellvertretender künstlerischer Leiter des Opernhauses und Musikfestivals in Lucca.
Als Gastdirigent arbeitete er an den Opernhäusern in New York, Dallas, Seoul und Cleveland, mit dem Shenzhen Symphony Orchestra in China, den Bochumer Philharmonikern, der Minnesota Opera, dem St. Paul Chamber Orchestra, der Jacksonville Symphony, der Rochester Philharmonic, der Opera Pacific, der New Orleans Opera, der Chautauqua Opera, Spoleto (U.S.A.), der Gloria Opera Company, Seoul, der Ópera de Valencia und der Ópera de Málaga.
1998 wurde er als Professor für Dirigieren an das College-Conservatory of Music Cincinnati berufen.
Als Gastprofessor lehrte er an der Hochschule für Musik und Theater München und am Central Conservatory of Music in Peking. Absolventen seiner Klasse haben einflussreiche Positionen im internationalen Musikleben und gewinnen alle weltweit relevanten Dirigierwettbewerbe, so beispielsweise Xian Zhang, stellvertretende Chefdirigentin des New York Philharmonic Orchestra und Martin Wettges, Chordirektor der Norwegischen Nationaloper.
Das von ihm mitverfasste Lehrbuch The modern conductor ist eines der Standardwerke in der Dirigierausbildung.